# Insone
Insone (in dialetto ticinese Ansón) è una frazione del comune svizzero di Lugano, nel Canton Ticino (distretto di Lugano). Fa parte del quartiere di Val Colla.

## Geografia fisica
Per la protezione della zona agricola e del villaggio di Insone, lungo il confine territoriale del Patriziato ed i fondi agricoli privati, nel diciannovesimo secolo i terrieri costruirono due canaloni al fine di raccogliere l’acqua alluvionale che scendeva dai pendii soprastanti durante le forti piogge, conducendola lungo la "Vall do Barchin" nel fiume di Scareglia. Queste opere adempiono ancora oggi a tale scopo.
Insone è suddiviso in varie zone ognuna con una sua denominazione: Quadrón, Croséta, Teciall, Stella, Nucleo Ansón, Piazza, Camp dara Vena, San Ròcc ecc...

## Storia

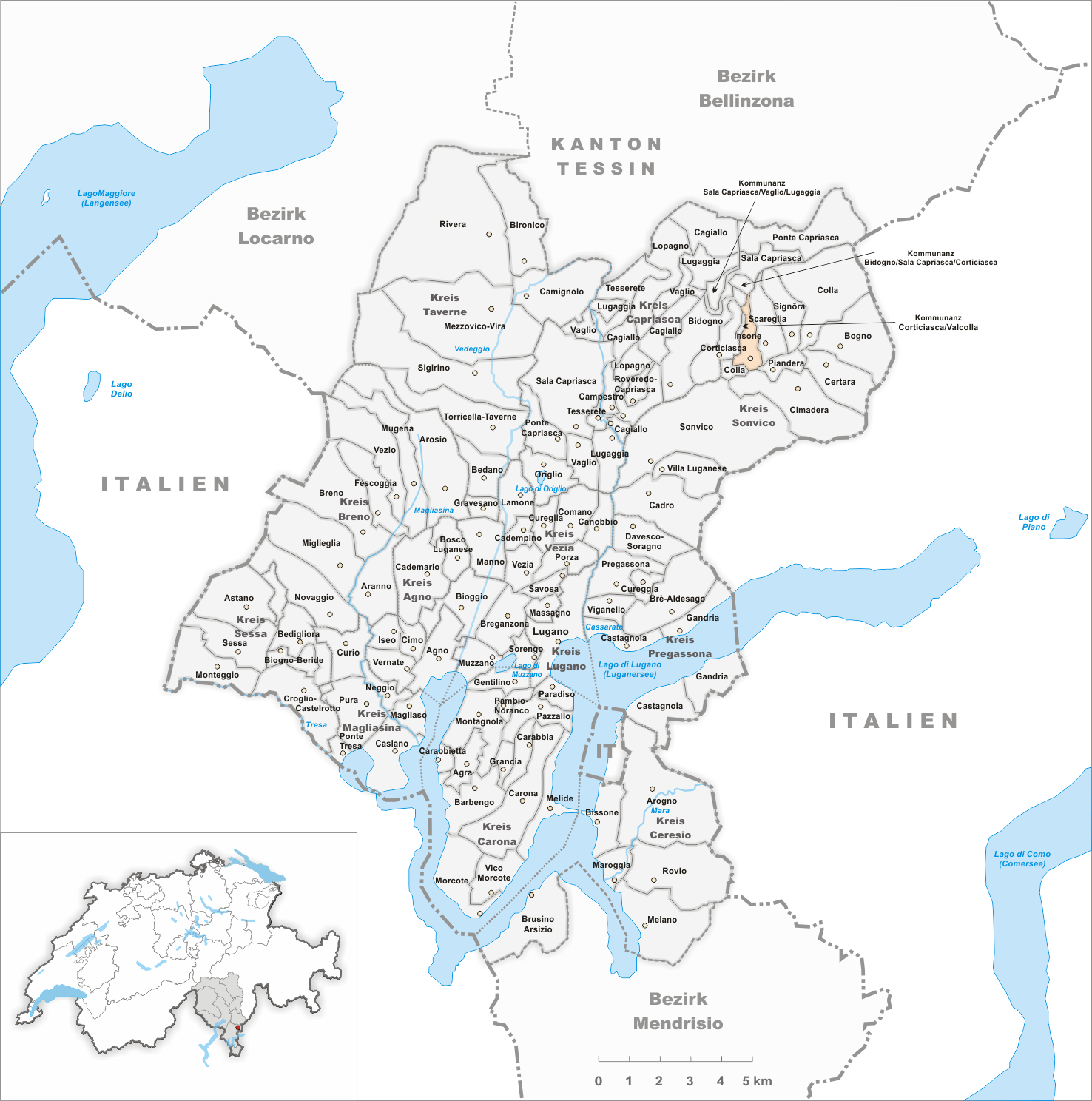
Il territorio del comune di Insone prima degli accorpamenti comunali del 1956

Il villaggio di Insone viene citato per la prima volta nel 1591 come "Aijson" e "Ansone". Allora contava 16 abitazioni e la Cappella di San Rocco. Dai racconti trasmessi da generazione in generazione dagli abitanti, si evince che fino al 1527 il villaggio era situato in una posizione leggermente differente da quella odierna, ma in seguito alla pandemia di Peste del 1527 vennero bruciati tutti gli edifici e ricostruiti nelle zone dove ancora oggi si trovano delle infrastrutture secolari, li quali nel tempo sono state ristrutturate. Insone era patriziato autonomo fino al 1803, per poi essere comune autonomo fino al 1956 quando è stato accorpato agli altri comuni soppressi di Colla, Piandera, Scareglia e Signôra; per formare il nuovo comune di Valcolla; il quale a sua volta nel 2013 è stato aggregato agli altri comuni soppressi di Bogno, Certara e Cimadera; al fine di formare il nuovo quartiere di Lugano denominato Val Colla.

## Monumenti e luoghi d'interesse
- Chiesa di San Rocco, patrono di Insone, è citata per la prima volta nel 1591 come “Cappella di San Rocco”. Negli anni successivi fu ingrandita all’attuale situazione.  Le attuali campane, prodotte e montate dalla Glocken-Giesserei H.Rüetschi AG di Aarau, furono inaugurate il 18 marzo 1934.
- "L'Arbolon", albero di castano secolare che si presume sia stato piantato attorno all’anno 1527 con il trasferimento del villaggio a seguito della pandemia di Peste. È stato tagliato a seguito di un fulmine rendendo la base un “parco giochi” per diverse generazioni di bambini. A tutt’oggi la base stessa dà vita a diverse piccole diramazioni di castani novelli. Le sue dimensioni imponenti, corrispondono ad una circonferenza al piede di 10,3 metri.
- "Al Ritrovo", capannone fisso costruito nel 1998 e ideato da Alberto Rossini con l’aiuto di diversi volontari di Insone. In esso vengono organizzate manifestazioni pubbliche nell'ambito ricreativo, socioculturale e gastronomico.

## Amministrazione
Ogni famiglia originaria del luogo fa parte del cosiddetto comune patriziale ed ha la responsabilità della manutenzione di ogni bene ricadente all'interno dei confini della frazione. L'ufficio patriziale è presieduto da Alberto Rossini. Il Patriziato di Insone-Corticiasca è stato costituito con l’aggregazione del Patriziato di Insone e quello di Corticiasca il 21 aprile 1998 ed è fortemente impegnato nella conservazione e valorizzazione del territorio e, con le sue attività della gestione dei pascoli e boschi, contribuisce alla crescita del turismo. Siccome l’ex Patriziato di Corticiasca si trovava sulla giurisdizione territoriale del Comune di Capriasca mentre l’ex Patriziato di Insone su quella dell’ex Comune di Valcolla, attualmente Comune di Lugano, questo presenta una curiosa particolarità: la sua giurisdizione territoriale è a cavallo dei Comuni di Lugano e Capriasca.